# Teatro Urban Cuplé
Teatro Urban Cuplé es un espacio acondicionado para el desarrollo de la actividad teatral en la ciudad de Caracas, específicamente localizado en el CCCT que se inició en el año 2011 y se ha convertido en una de las salas más visitadas por el público que disfruta su programación teatral en esa ciudad. 

## Historia
Los inicios de este espacio destinado al desarrollo de la actividad teatral, el entretenimiento y la cultura comienzan a mediados del año 2011 cuando el espacio comenzó a presentar espectáculos provenientes del Teatro Chacaito, se hicieron unas cuantas pruebas para determinar si el público efectivamente respondería de manera positiva a la posible apertura permanente del espacio cultural al público general. A partir de esta experiencia nace el Teatro Urban Cuplé el viernes 3 de febrero de 2012 con el reestreno de la obra de teatro "Uno más y la cuenta" de Water People Theater Company.